# Gyöngyösi János (politikus)
Gyöngyösi János (Berki, Sáros vármegye, 1893. május 3. – Budapest, 1951. október 29.), magyar politikus, külügyminiszter, FKgP-s parlamenti képviselő, lapszerkesztő. Fiatalkori írói neve: Hellián.

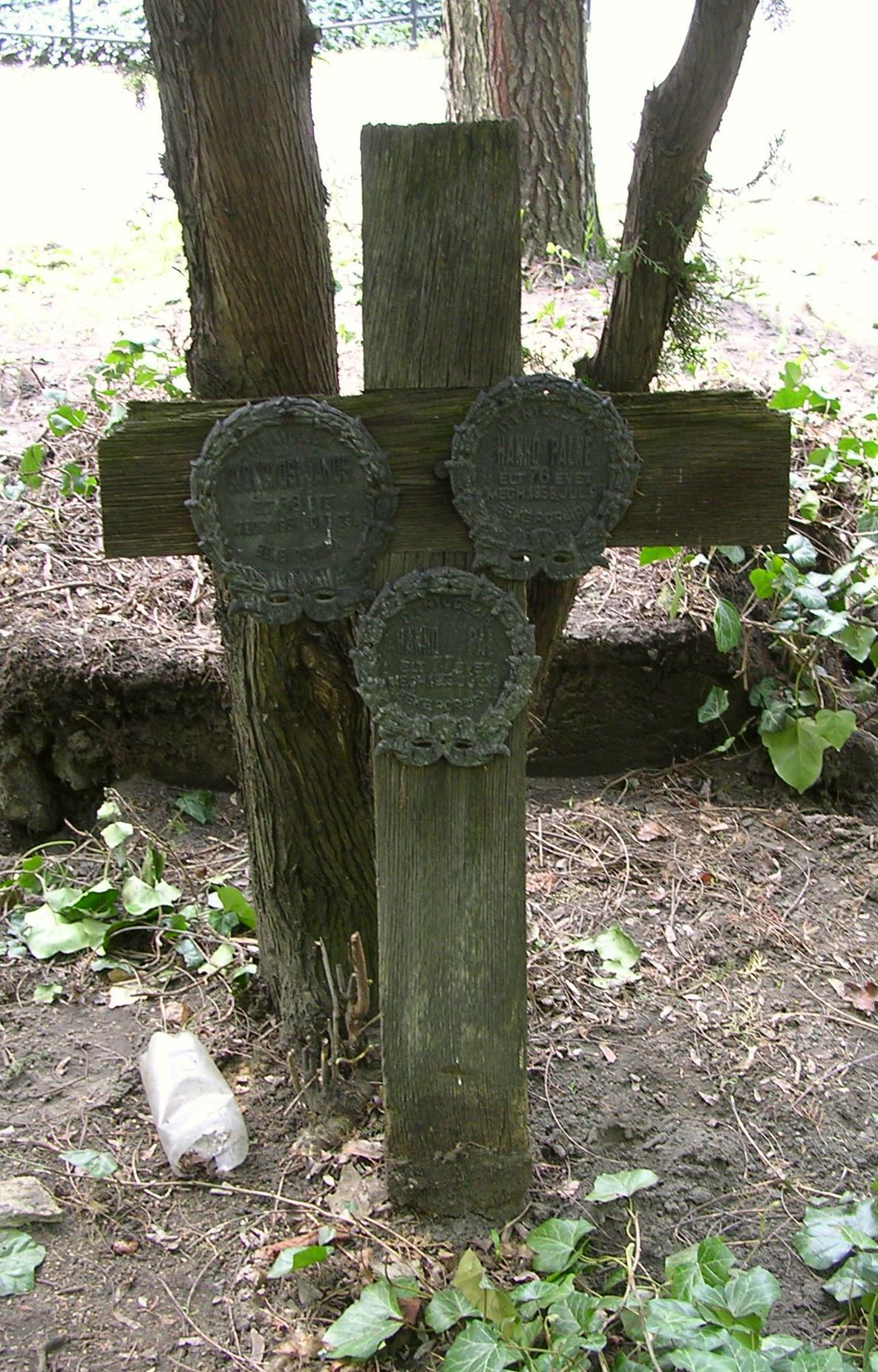
Sírja a Fiumei úti sírkertben (33/3-1-1/2)

## Életrajza

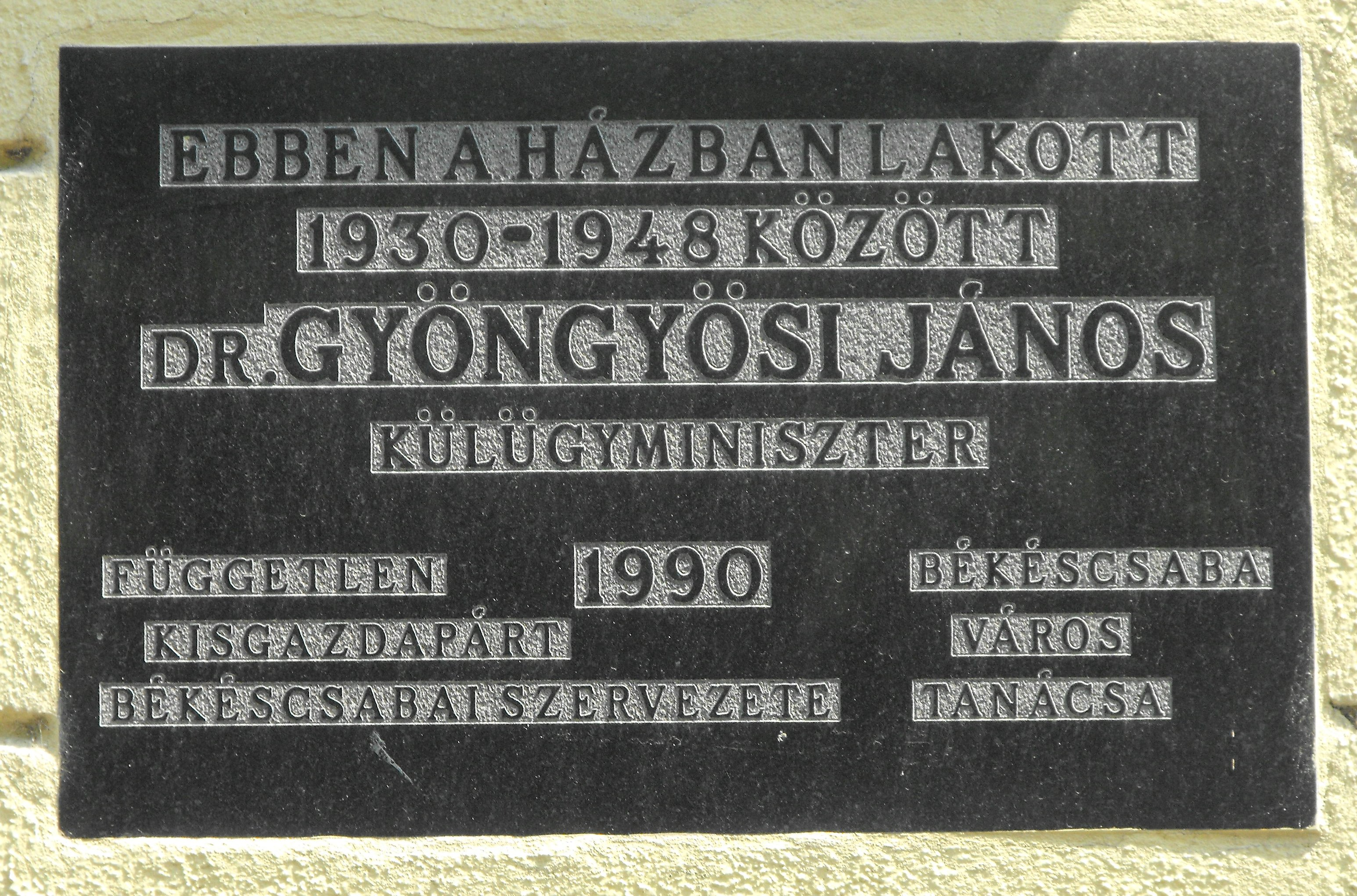
Emléktáblák Békéscsabán

Tisztviselőcsaládból származott, apja Heller Ferenc, anyja Szányi Etelka. Békéscsabán, a Rudolf Főgimnáziumban érettségizett, majd a budapesti tudományegyetem bölcsészkarán tanult. Végig harcolta az első világháborút, és ezért csak 1920-ban szerzett magyar-latin szakos tanári oklevelet. 1920-1921-ben Az Est munkatársa volt Budapesten, majd visszaköltözött Békéscsabára, ahol könyvkereskedést nyitott, és liberális szellemű saját lapot (Békésmegyei Közlöny, majd 1935-től Alföldi Népújság) indított. Francia és német szépirodalmat fordított.

### Katonai pályafutása
1936. január 1-jén mint tartalékos főhadnagyot vették állományba az 5/I. határőr osztálynál, és az 1939. december 15-ei állományrendezés alkalmával már a 2/III. zászlóalj állományából került át az 52. kiegészítő parancsnokság állományába. 1940. január 22-ével gazdasági tiszti tanfolyamra vezényelték, melyet 1940. február 24-én „igen jó” összeredménnyel fejezte be. A tanulmány után ismét „nemtényleges” (tartalékos) állományba került, de a kiéleződő magyar-román viszony kapcsán elrendelt mozgósításkor bevonult, s 1940. július 2-a és augusztus 21-e között tényleges szolgálatot teljesített. 1941. augusztus 4-én áthelyezték a gazdászati tisztek állománycsoportjába. Nem sokkal később pedig okmányokkal igazolta „nagyszülőkig bezárólag tiszta keresztény” származását, és ez az adat is rákerült a katonai anyakönyvi lapjára 1941. szeptember 5-én.
1941. november 17. és 1942. április 24., majd 1943. május 17. és június 16. között ismét katonai szolgálatot teljesített, de ekkor már a debreceni magyar királyi VI. honvéd hadtest parancsnokságának alárendeltségébe tartozó 6. élelmezési raktárnál, illetve a m. kir. debreceni 6. számú helyőrségi kórháznál. 1943 júniusában gyomorpanaszokkal fordult orvoshoz. A 6. számú helyőrségi kórházban vizsgálták ki. Ennek nyomán tényleges katonai szolgálatát befejezte.

### Politikai pályafutása
1931-ben csatlakozott az ekkor alakult Független Kisgazdapárthoz, amelynek rövidesen megyei vezetője, majd 1939-ben a párt országos választmányának és intézőbizottságának is tagja lett, az 1935-ös választásokon még nem, de az 1939-es választásokon már sikerült parlamenti mandátumot nyernie.
1944 szeptemberében a letartóztatástól tartva bujkálni kényszerült, majd a már „felszabadított” Békéscsabán október 11-én újraindította lapját, az Alföldi Népújságot, amelyben üdvözölte a szovjet Vörös Hadsereget. Jó kapcsolatokat épített ki a szovjet katonai hatóságokkal. Elvállalta a 2. Ukrán Front magyar nyelvű katonai újságjának a szerkesztését, és közreműködött azoknak a röpiratoknak az előállításában, amelyek a harcoló honvédeket szólították fel fegyverletételre és átállásra.
1944. december 17-én beválasztották az alakuló Ideiglenes Nemzetgyűlésbe, majd pár nappal később, december 22-én megalakult az ún. Ideiglenes Nemzeti Kormány, melynek külügyminisztere lett. A többi miniszterhez hasonlóan őt is a szovjet vezetők választották ki Moszkvában. A választás azért eshetett rá, mert jó benyomást tett a szovjet katonai hatóságokra, amelyekkel együttműködött. Jelentéseik alapján Moszkvában azt tudták róla, hogy a kisgazdapárt „balszárnyához tartozik”, és „híve a  Szovjetunióval való szoros együttműködésnek”. Gyöngyösi ennek szellemében kezdte működését.
Ahogy egyre inkább rádöbbent a szovjet politika kétkulacsosságára és valódi szándékaira, 1945 második felétől kezdve a nyugati hatalmak felé is tájékozódni próbált és egyre inkább támaszkodott a külügyminisztérium nyugatbarát főtisztviselőire és diplomatáira. A munkáspártok emiatt gyakran támadták és többször felmerült a lemondása, lemondatása is. Mivel ez nem történt meg, 1946 augusztusától októberéig ő irányította a párizsi magyar békedelegáció munkáját. 1947. február 10-én a párizsi békeszerződéseket is ő írta alá. Eltávolítására Nagy Ferenc lemondásra és emigrációba kényszerítése után, 1947. május 31-én került sor. A nemzetközi diplomácia útvesztőiben többször eltévedt és csalódott, ám mindvégig jó szándékú és Magyarország érdekeit szolgáló Gyöngyösi nem ragaszkodott posztjához. Sértődés nélkül és talán megkönnyebbülten vonult vissza a második vonalba. 1947. augusztus 12-étől 1951. október 29-én bekövetkezett haláláig a Pénzintézeti Központ elnökeként tevékenykedett. 1948-ban Kossuth-érdemrenddel (második osztály) tüntették ki.
A kommunista fordulat után sem hagyott fel a politizálással, noha a Dinnyés-kormányból épp a kommunisták politikájával szembeni fenntartásai miatt maradt ki. Az 1949-es választásokon a Magyar Függetlenségi Népfront Szolnok megyei listájáról jutott a parlamentbe, melynek haláláig képviselője maradt.

#### Betöltött politikai tisztségei
- 1944. december 22. – 1945. november 15. között az Ideiglenes Nemzeti Kormány külügyminisztere
- 1945 januárjában a fegyverszüneti egyezmény egyik aláírója
- 1945. november 15. – 1946. február 4. között a Tildy-kormány, majd
- 1946. február 4. – 1947. május 31. között a Nagy Ferenc-kormány külügyminisztere
- 1946–1947 között a magyar delegáció vezetője a párizsi békekonferencián
- 1947. augusztus 12. – 1951. október 29. között a Pénzintézeti Központ elnöke
- 1947 szeptemberétől az FKgP országos főtitkára

## Művei
- Hellián: Mikor a must forr. Diák-életkép; Tevan Ny., Békéscsaba, 1911
- Cincogó nép háborúja; ill. Kolozsvári Sándor; Tevan, Békéscsaba, 1922
- Lánc, lánc, eszterlánc; ill. Kolozsvári Sándor; Tevan, Békéscsaba, 1922